# مخفية المنقار
مَخفيَّة المنقار أو الكوكاتو الأسود (الاسم العلمي: Calyptorhynchus)؛ هو جنس يضُمُّ نوعان. ألوانُها غالبًا سوداءُ، ويُمكن تمييز الأصناف حسب القَدِّ وبمناطق صغيرة من الرِّيش الأحمر، الرمادي والأصفر، خاصَّةً ريش الذَّيل. اقترحت الدِّراسات المُستندة إلى جُزء الجين 12S لِلدنا المتقدرة أنَّ الأنواع الأُخرى ثُنائية اللَّون جنسيًّا. قد يكون جانج جانج كوكاتو والكوكاتيل أقرب أنساب الكوكاتو الأسود. تُؤكِّدُ الدِّراسات اللاَّحقة، بما في ذلك المزيد من الجينات، التصنيف المورفولوجي مع جانج جانج كوكاتو الأشد وثوقا بالغال، ضمن مجموعة الببغاوات البيضاء، ومع الكوكاتيل جُنيسًا ثالثًا مُميَّزًا من الكوكاتو.
| الجُنيسات                                  | الصُّورة | الاسم اللَّاتيني          | الاسم الشَّائع               | النُّويعات | الانتشار      |
| ----------------------------------------- | ------ | ----------------------- | -------------------------- | --- | ------------- |
| Calyptorhynchus - black-and-red cockatoos |        | Calyptorhynchus banksii | الكوكاتو الأسود أحمر الذَّيل | - Calyptorhynchus banksii banksii - Calyptorhynchus banksii escondidus - Calyptorhynchus banksii graptogyne - Calyptorhynchus banksii naso - Calyptorhynchus banksii samueli | أستراليا      |
| Calyptorhynchus - black-and-red cockatoos |        | Calyptorhynchus lathami | الكوكاتو الأسود اللَّامع     | - Calyptorhynchus lathami lathami - Calyptorhynchus lathami erebus - Calyptorhynchus lathami halmaturinus                                                                    | شرق أستراليا. |